# Auchenipterus osteomystax
Auchenipterus osteomystax is een straalvinnige vissensoort uit de familie van de houtmeervallen (Auchenipteridae). De wetenschappelijke naam van de soort is voor het eerst geldig gepubliceerd in 1918 door Miranda Ribeiro.